# VAPLITE
Vilna Akademia Proletarskoi LITEratury (ВАПЛІТЕ) foi uma associação literária que funcionou de janeiro de 1926 a 28 de janeiro de 1928 em Kharkov, na Ucrânia.  A associação literária, geralmente frequentada por nacionalistas ucranianos, foi uma das associações literárias do país, sendo as mais importantes Gart (proletária) 1923-25, Plug (camponesa) 1922-32, VAPLITE (nacionalistas de Hviylevoy), Aspanfut (futurismo de Semenko).
Entre os escritores ucranianos integrantes do VAPLITE, destacam-se Mykola Khvylovy, Mykhailo Yalovy, Oles Dosvitny, Mikola Kuliş, Hryhorii Epik, Pavlo Tychyna, Petro Panch e Mykola Bazhan.